# Edward Sellon

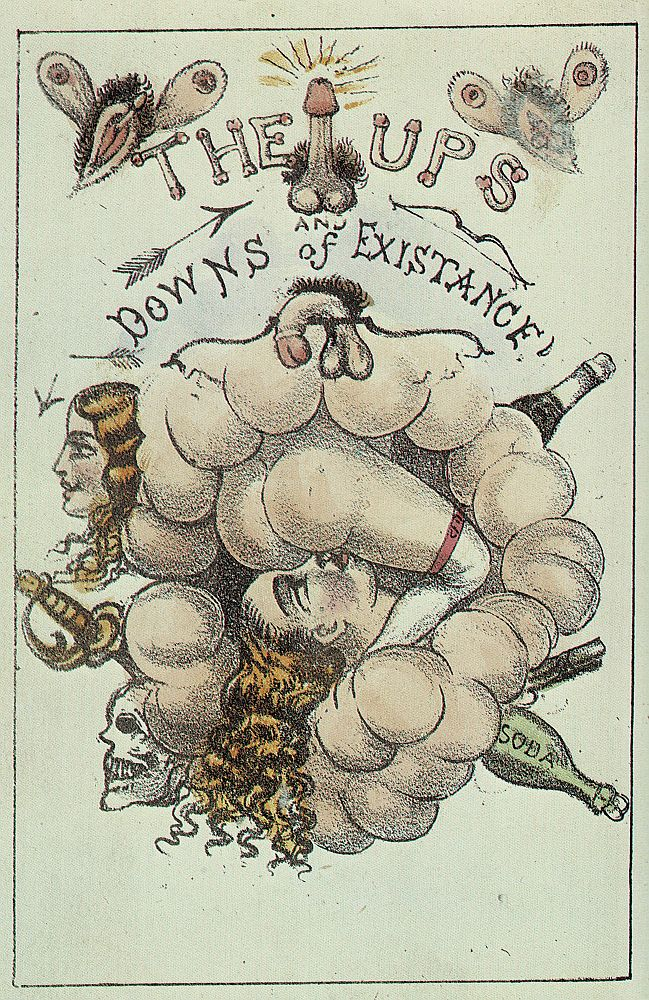
Frontispiz aus Sellons Autobiographie The Ups and Downs of Life

Edward Sellon (geboren am 6. Januar 1818 in Brighton, Sussex; gestorben am 17. April 1866 in London) war ein britischer Schriftsteller, Verfasser und Illustrator erotisch-pornographischer Werke.

## Leben
Sellon war der Sohn von Edward Sellon, Sr. (1791–1822) und von Laura Willats (1794–1872). Sein Vater starb früh und hinterließ ein bescheidenes Vermögen, die Mutter dagegen sollte den Sohn überleben. Dieser genoss eine gute Erziehung und trat mit 16 Jahren als Kadett in die Dienste der Ostindischen Kompanie. Mit 26 schied er im Rang eines Captains aus. Während der Zeit in Indien beschäftigte er sich sowohl mit Sprache, Sitten und Gebräuchen als auch mit diversen erotischen Abenteuern, sowohl mit europäischen als auch mit einheimischen Frauen: „Ich begann, systematisch mit den einheimischen Frauen zu ficken. Das übliche Entgelt für eine gewöhnliche Nummer ist zwei Rupien. Für fünf kann man die hübschesten Mohammedanerinnen und alle Frauen der hohen Kasten haben, die den Beruf der Kurtisane ausüben.“
Am 29. Februar 1840 heiratete er in Brighton Sarah Ann Wilds, eine von seiner Mutter vermittelte vermeintlich reiche Erbin. Das Paar bekam vier Kinder, nämlich 1842 die noch im gleichen Jahr verstorbene Guillimina Constance, dann Ernest Littlehayles (1847–1926, Literaturprofessor), William Loftus (1850–1895, Künstler) und Marmaduke Saint-Juste (1855–1925, Priester). Die Ehe verlief problematisch, zunächst, weil die Frau zwar äußerlich attraktiv, aber bei weitem nicht so wohlhabend war, wie Sellon angenommen hatte, und dann, weil Sellon seine Frau immer wieder betrog und mehrfach die Familie verließ. Als Sellons Mutter ihr Vermögen verlor, sah dieser sich dazu gezwungen, zeitweilig als Postkutscher zwischen London und Cambridge, dann als Fechtmeister und schließlich als Lehrer an einer Mädchenschule zu arbeiten, wo seine Frau herausfand, dass er seine Schülerinnen zu „Versteckspielen“ im Wald animierte, mit erwartbaren Ergebnissen.
In den 1860er Jahren war Sellon Mitglied der von dem Übersetzer, Entdecker und Abenteurer Sir Richard Francis Burton gegründeten Anthropological Society of London. Dort hielt er Vorträge, in denen er Erstaunliches von indischen Riten berichtete, vor allem in Hinblick auf die spirituelle Sexualität der Hindus. Außerdem verfasste er mehrere einschlägige Schriften, darunter Annotations on the Sacred Writings of the Hindus (1865). Mit der Anthropological Society assoziiert war auch ein Herrenclub, der Cannibal Club, in dem Burton und seine Freunde aßen, tranken, rauchten und sich Pornographie vorlasen, sie verfassten oder sich über Bezugsquellen austauschten.
Der Cannibal Club bot daher ein Umfeld von Sammlern und Verfassern von Pornographie, wodurch Sellon in Kontakt mit William Dugdale kam, dem seinerzeit bedeutendsten Verleger klandestiner und insbesondere erotischer Literatur in England. Zwischen 1865 und 1867 verfasste Sellon für Dugdale eine ganze Reihe pornographischer Bücher, darunter The New Epicurean (1865), dessen Fortsetzung Phoebe Kissagen (1866), sowie The New Lady’s Tickler (1866), einen flagellantischen Briefroman. Das letzte Buch Sellons für Dugdale war The Ups and Downs of Life, eine erotische Autobiographie, die allerdings Fragment blieb. 
Am 17. April 1866 schoss Sellon sich im Alter von 48 Jahren im Webbs Hotel, 219/220 Piccadilly in London eine Kugel in den Kopf. Seine Frau war zwei Tage zuvor plötzlich in West Sussex gestorben.

## Bibliografie
als Autor:
- Herbert Breakspear. A Novel about the Mahratta War (1848)
- The Gitā Radhicā Crisnā, a Sanscrit Poem. Transposed into English Blank Verse, with Explanatory Notes (1850)
- Annotations on the Sacred Writings of the Hindus, being an epitome of some of the most remarkable and leading tenets in the faith of the Hindu people (1865; Digitalisat[4])
- On the Phallic Worship of India (1865; in: Memoirs read before the Anthropological Society of London. Bd. 1, S. 327–334)
- The New Epicurean. The Delights of Sex, Facetiously and Philosophically Considered, in Graphic Letters Addressed to Young Ladies of Quality (1865, falsch datiert auf 1748[5])
  - Deutsch: Der grosse Geniesser. Hrsg. von Peter Schalk. Exquisit-Bücher Nr. 134. Heyne, München 1977, ISBN 3-453-50103-9.
- The Monolithic Temples of India (ca. 1865)
- Some Remarks on Indian Gnosticism, or Sacti Puja, the Worship of the Female Powers (1866)
- Phoebe Kissagen; or the Remarkable Adventures, Schemes, Wiles and Devilries of une Maquerelle Being a Sequel to the New Epicurean (1866, falsch datiert auf 1743[6])
- The New Lady’s Tickler, or Adventures of Lady Lovesport and the Audacious Harry (1866; mit Illustrationen von Sellon[7])
- The Ups and Downs of Life (1867; mit 8 von Sellon ausgeführten Illustrationen; Ashbee zufolge eine Autobiographie Sellons[8])
  - Neuausgabe: The Amorous Prowess of a Jolly Good Fellow or His Adventures with Lovely Girls as Related by Himself (1892)
- Ophiolatreia. An Account of the Rites and Mysteries Connected With the Origin, Rise, and Development of Serpent Worship in Various Parts of the World, Enriched With Interesting Traditions, and a Full Description of the Celebrated Serpent Mounds & Temples, the Whole Forming an Exposition of One of the Phases of Phallic, or Sex Worship (postum 1889; auch Hargrave Jennings zugeschrieben; Edward Sellon im Project Gutenberg)

als Übersetzer:
- Giovanni Boccaccio: Selections from the Decameron. Including all the Passages hitherto suppressed (1865[9])
- zusammen mit George Augusta Sala and F. P. Pike: The Index Expurgatorious of Martial (1868)

als Illustrator:
- Memoirs of Rosa Bellefille (1865[10])
- James Campbell Reddie: The Adventures of a Schoolboy (1866)